# Anne Grethe Jensen
Pour les articles homonymes, voir Jensen.
Anne Grethe Jensen-Törnblad, née le 7 novembre 1951 à Næstved, est une cavalière de dressage danoise.

## Palmarès
- 1983 : médaille d'or individuelle et médaille d'argent par équipe aux Championnats d'Europe de dressage avec Marzog
- 1984 : médaille d'argent individuelle aux Jeux olympiques d'été de 1984 avec Marzog
- 1985 : médaille de bronze individuelle et médaille d'argent par équipe aux Championnats d'Europe de dressage avec Marzog
- 1986 : vainqueur de la Coupe du monde de dressage et des Championnats du monde de dressage avec Marzog